# 木下明水
木下 明水（きのした めいすい、1971年9月26日 - ）は、日本の住職、俳優、タレント。熊本県出身、天秤座、血液型はO型。既婚。父は浄土真宗本願寺派宗会議長などを歴任した木下慶心。
明水は本名であり、「明鏡止水」という言葉を縮めたものである。また、豊臣秀吉の流れを汲む木下家の末裔を自称している。

## 略歴・人物
東京大学を受けたものの失敗に終わる。横浜国立大学などにも合格していたが、明治大学文学部に進学。ここで演劇サークル「騒動舎」のメンバーとなり、コントグループ『ジョビジョバ』に参加、研音に所属する。以降、2002年12月の活動停止までメンバーとして活動した。ジョビジョバ時代は全身黒タイツ姿でさまざまな身体を張った芸に挑戦するなどしていた他、2000年4月のTBSオールスター感謝祭『赤坂5丁目ミニマラソン』では優勝している。ただし途中でコースを間違え、司会の島田紳助からは「本当なら失格ですよ」と言われるも、スタッフの指示で該当部分を走り直したため、優勝が認められた。その後も歴代優勝者の一人としてジョビジョバの活動停止後もしばらく出演していた。
ジョビジョバの活動停止後はホリプロに移籍し、引き続き俳優、タレントとして活動。2003年4月から1年間、ニッポン放送『木下明水のオールナイトニッポンいいネ!』のパーソナリティを務めた。この番組にハロー!プロジェクトのメンバーがコメントもしくは出演すること多く（2週に1度のペースでゲスト出演することが多かった）、これがきっかけでハロプロファンになり、特に後藤真希のファンとなった。しかし、放送ではメンバー側が「明水」の読み方を分かっていないことが多く、「あけみ」や「ようすい」など、必ずといってよい程正しい名前で呼ばれることはなかった。ちなみに、この時期あまり仕事に恵まれていなかったようであり、放送ではよく「週休6日」と自虐していた。
2005年11月にホリプロから除籍。この頃地元である八代に戻り、家業であるお寺『浄土真宗本願寺派 勝明寺』で住職見習いとなる。現在はこの寺の副住職（十三世）であり、父であり住職である慶心（十二世）の跡を継ぐことになっている。（2022年2月現在明水師は住職で父慶心師は前住職である）また、布教使、輔教としても活動している。このため、芸能活動再開の目処は立っておらず、芸能人としての仕事の依頼があっても断っている状態である。ジョビジョバ最後の独身者だったが、2010年12月に12歳年下女性との婚約を発表。
2017年のジョビジョバ活動再開後は自身もグループでの活動のみ芸能活動を再開しており、家業を行う傍ら定期的に上京して稽古や打合せ、そして本公演をこなしている。またジョビジョバの公式YouTubeチャンネルに不定期で出演する一方、自身のYouTubeチャンネルである『メイスイチューブ』を開設。こちらでは主に住職としての活動がメインとなっており、法話や報恩講の配信を行っている。